# Palacio arzobispal de Madrid
El palacio arzobispal de Madrid es un edificio del segundo tercio del siglo XVIII, situado en el casco histórico de dicha ciudad española. Ocupa una manzana de forma triangular, delimitada por la plaza del Conde de Barajas, las calles de la Pasa y de San Justo, el pasadizo del Panecillo y la plaza de Puerta Cerrada. Fue tradicionalmente la residencia del arzobispo y de los cardenales de la archidiócesis de Madrid, además de albergar las oficinas de la provincia eclesiástica, los departamentos de informática de la Archidiócesis y el archivo diocesano. Está incluido en el Registro de Bienes de interés cultural de la Comunidad de Madrid como monumento de protección integral.

## Historia

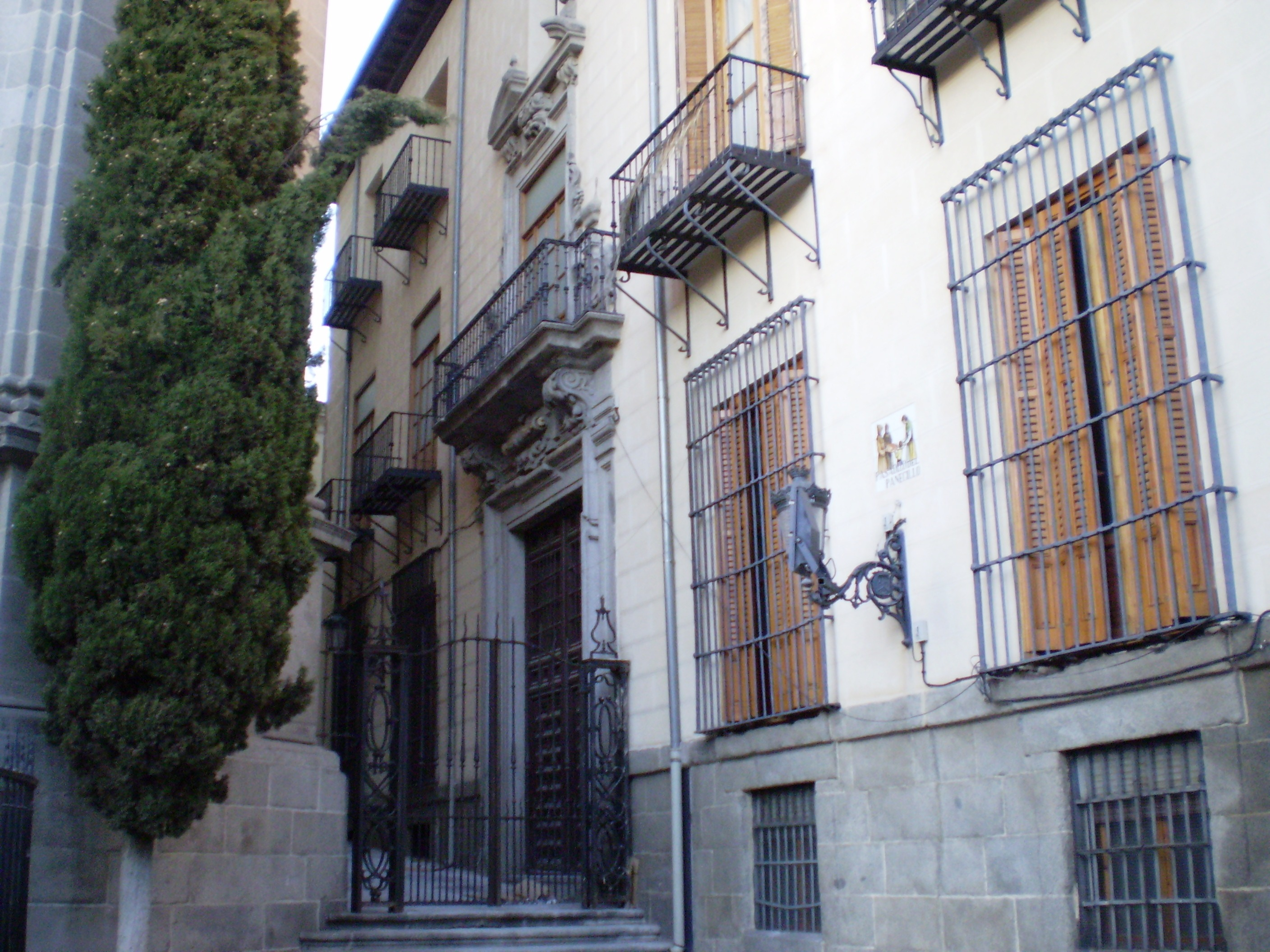
Fachada del pasadizo del Panecillo, donde se encuentra una portada barroca, que presenta rasgos típicos de la arquitectura madrileña del siglo XVIII, como las características orejeras.

El edificio se levantó en tiempos del rey Carlos III, cuando Madrid no era diócesis independiente. Fue construido como la residencia madrileña del arzobispo de Toledo, del que dependía eclesiásticamente la ciudad, a instancias del cardenal-infante Luis Antonio de Borbón y Farnesio y del cardenal Francisco Antonio de Lorenzana. Con la constitución de la Madrid-Alcalá en 1885, el palacio pasó a ser la residencia de Narciso Martínez Izquierdo, primer obispo de esta diócesis, quien lo habitó hasta 1886, año en el que fue asesinado a las puertas de la Colegiata de San Isidro. 
Hasta 1907, sus dependencias acogieron al Seminario Conciliar de Madrid que luego se trasladó a las Vistillas. Fue restaurado en el año 2004 por el Ayuntamiento de Madrid, con fondos de la Fundación Cajamadrid.
El Palacio Arzobisbal de Madrid inspiró un popular y ya olvidado dicho madrileño relacionado con los requisitos obligatorios para el matrimonio católico, y que sentenciaba que el que no pasa por la calle de la Pasa, no se casa, en alusión a la calle donde el edificio tiene su acceso.

## Descripción

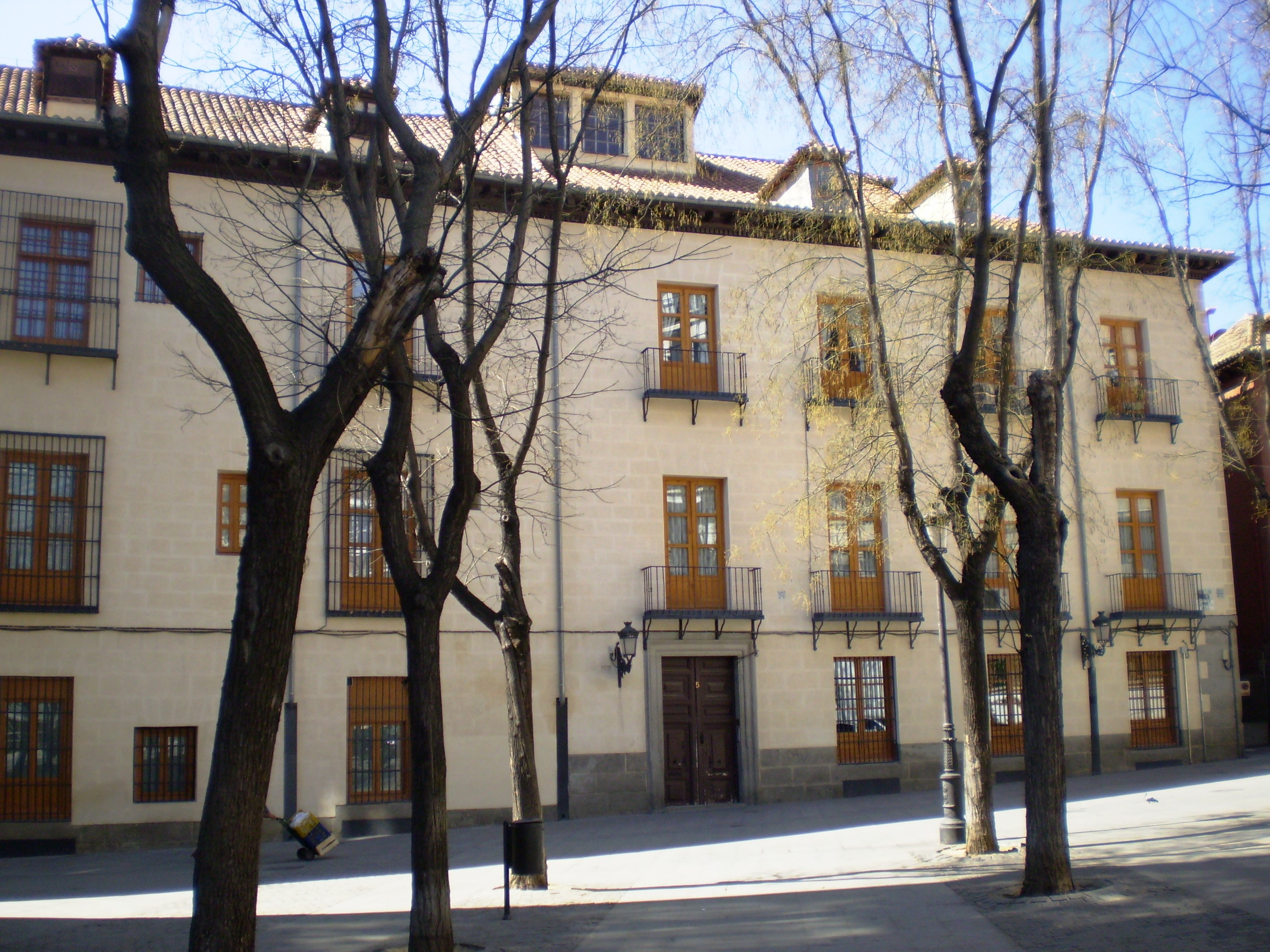
Fachada de la plaza del Conde de Barajas.

El palacio tiene un trazado sencillo y escasamente ornamentado, excepción hecha de algunas partes, caso de la portada situada en el pasadizo del Panecillo, junto a la Basílica Pontificia de San Miguel, sin duda su elemento de mayor valor artístico. Esta posee rasgos típicos del barroco madrileño, como las características orejeras. 
El edificio está construido en tres y cuatro alturas (en función de los desniveles del terreno) y presenta cubiertas abuhardilladas. Las fachadas son enfoscadas, salvo los zócalos, que son de piedra de granito. En el interior se conserva una importante colección de obras de arte. Una de las más destacadas, el arca del siglo XIII donde se depositaron los restos mortales de San Isidro, fue trasladada a la Catedral de la Almudena en 1993, cuando este templo abrió sus puertas.